# Peugeot J5
Il J5 era un furgone prodotto negli anni ottanta dalla Fiat presso lo Stabilimento Sevel Val di Sangro situato ad Atessa (CH) per conto della Casa francese Peugeot.
Introdotto a partire dal 1981 J5 fu realizzato in seguito ad una joint-venture tra Gruppo PSA e Gruppo Fiat, con il quale ci si accordò a costruire veicoli commerciali a partire da un progetto comune.
Il J5 equivale alla prima serie del Fiat Ducato (oltre che con l'altra variante francese, la Citroën C25) ed era disponibile in versione furgonata, a tetto alto o basso, pick-up, telonato o cassonato.
Il suo successo fu circoscritto praticamente alla sola Francia, mentre in Italia e nel resto d'Europa si diffuse rapidamente il Fiat Ducato.
La gamma di motori prevedeva sia versioni a benzina che a gasolio, tutti a 4 cilindri. Tra i motori a benzina troviamo un 1.8 da 69 CV ed un 2.0 proposto sia senza catalizzatore, con potenza di 75 CV, sia con catalizzatore, con potenza di 84 CV. Tra i propulsori a gasolio, invece, vi era un motore Peugeot 1.9 aspirato da 70 CV e il 2.5 Sofim (8140) in versione aspirata da 74 CV e turbodiesel da 95 CV a iniezione diretta.

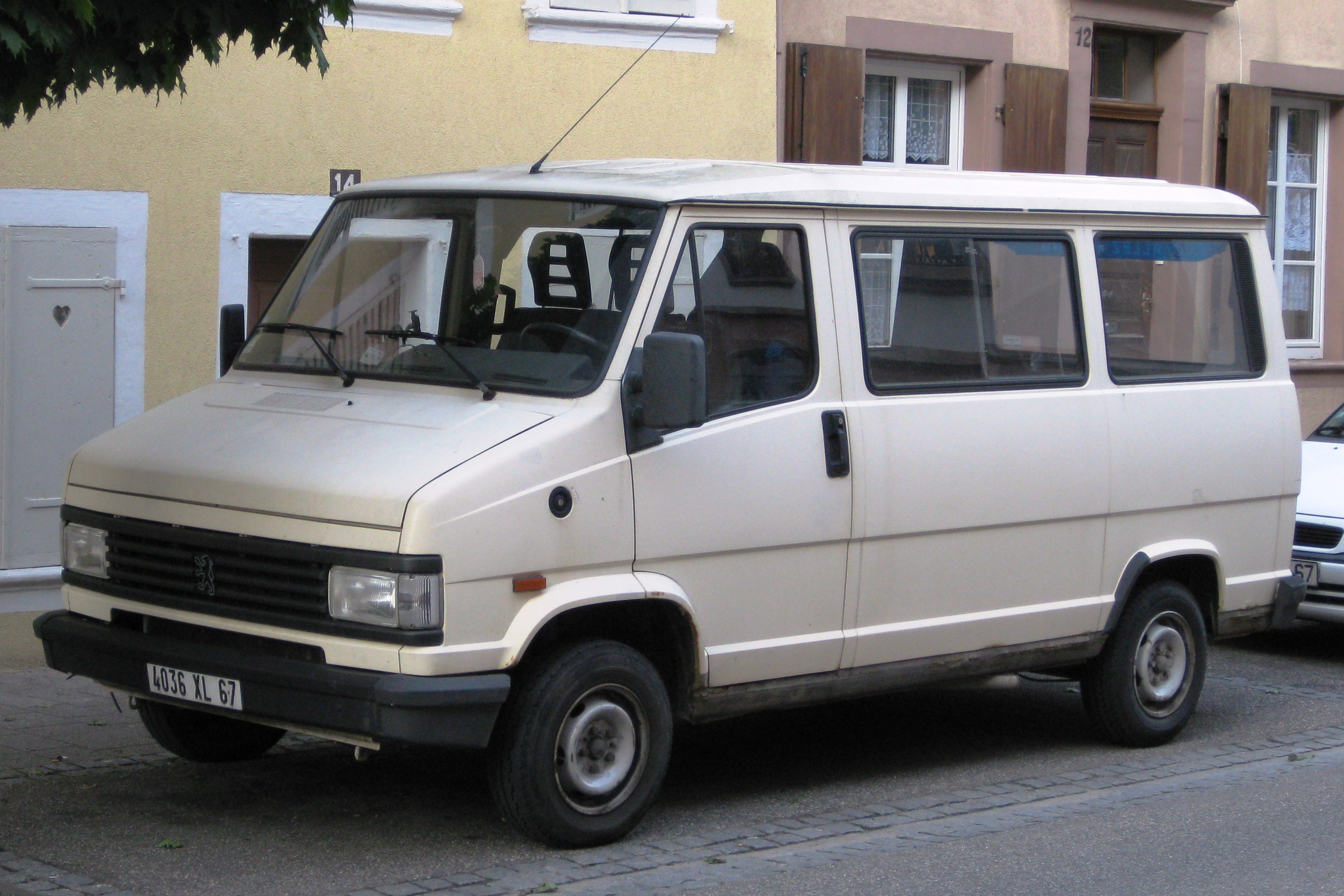
Peugeot J5 versione restyling

Alla fine degli anni ottanta, fu sottoposto ad un restyling nel frontale, costituito dalla modifica di fari e calandra. Fu tolto di produzione nel 1994. L'anno successivo è stato sostituito dal Boxer, corrispondente alla nuova serie di Fiat Ducato II.